# ディー・ディー・ブリッジウォーター
ディー・ディー・ブリッジウォーター（Dee Dee Bridgewater、1950年5月27日 - ）は、アメリカ・テネシー州メンフィス出身のジャズ歌手・俳優。本名はデニス・アイリーン・ギャレット (Denise Eileen Garrett)。現在、国際連合食糧農業機関（FAO）の大使をつとめている。

## 経歴
出生名「デニス・アイリーン・ギャレット」としてテネシー州メンフィスで生まれ、ミシガン州フリントのカトリックの家庭で育った。父マシュウ・ギャレットがジャズ・トランペッターで、マナサス高等学校の教師をしていたため、早くからジャズを歌い始めた。16歳の時、ミシガン州のクラブでロック&リズム・アンド・ブルース・トリオに歌手として参加した。18歳の時、ミシガン州立大学に進学し、その後イリノイ大学アーバナ・シャンペーン校で学んだ。1969年、自身のジャズバンドと共にソヴィエト連邦へツアー公演を行なった。
翌年、トランペット奏者のセシル・ブリッジウォーターと出会い、結婚後ニューヨークに転居して彼女はホレス・シルヴァーのバンドで演奏した。1970年代初頭、彼女はサド・ジョーンズ/メル・ルイス・ジャズ・オーケストラにリード・ボーカルとして加入した。これによりジャズでのキャリアをスタートさせ、ソニー・ロリンズ、ディジー・ガレスピー、デクスター・ゴードン、マックス・ローチ、ローランド・カークといった著名なジャズ・ミュージシャンと共演した。1973年、モントレー・ジャズ・フェスティバルに出演した。1974年、1枚目のアルバム『アフロ・ブルー』をリリースし、ブロードウェイ・ミュージカル『ザ・ウィズ』に出演した。良い魔女グリンダ役を演じ、1975年、トニー賞助演女優賞を受賞し、1976年、『ザ・ウィズ』はグラミー賞ミュージカル・ショー・アルバム賞を受賞した。

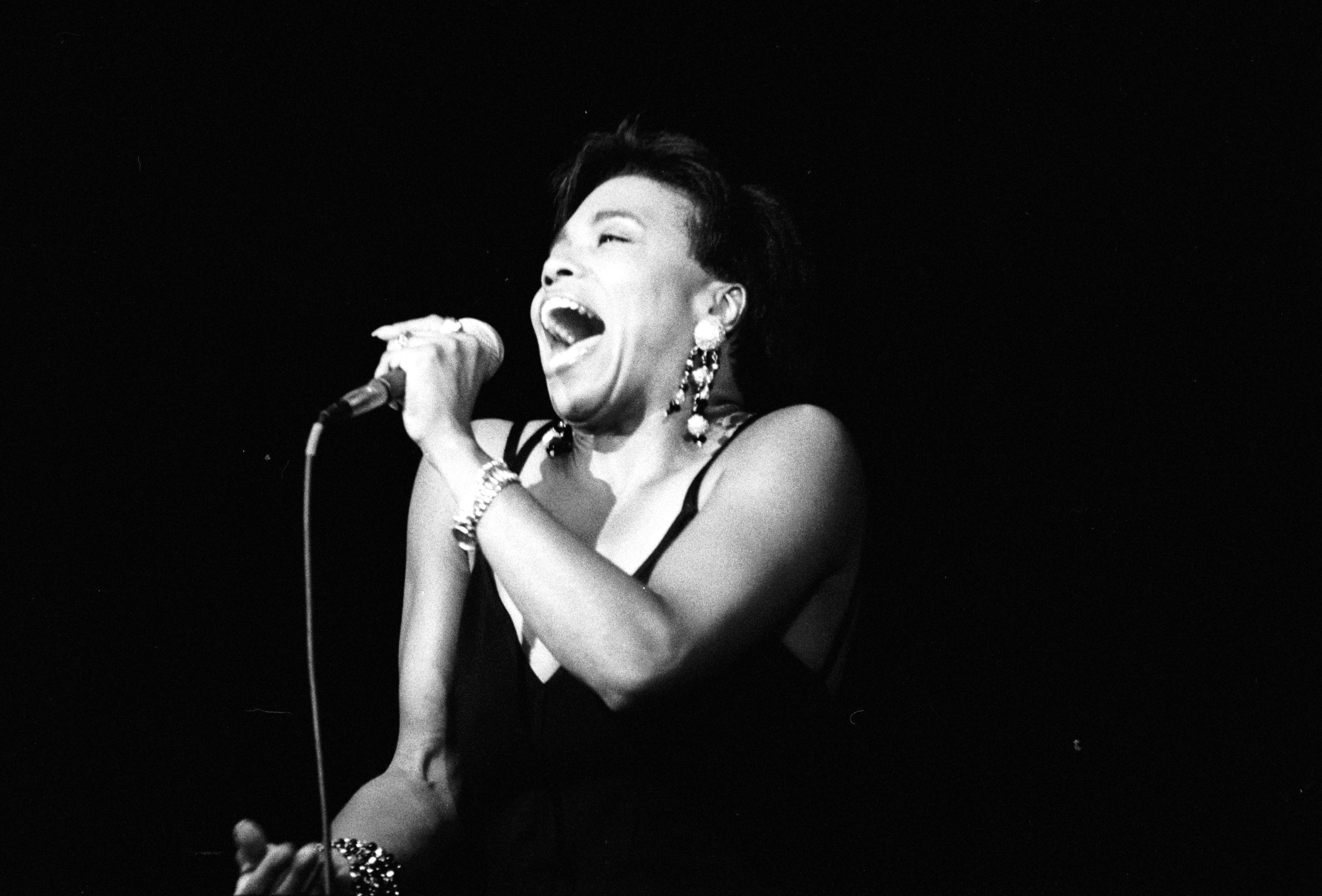
1990年、コンサート

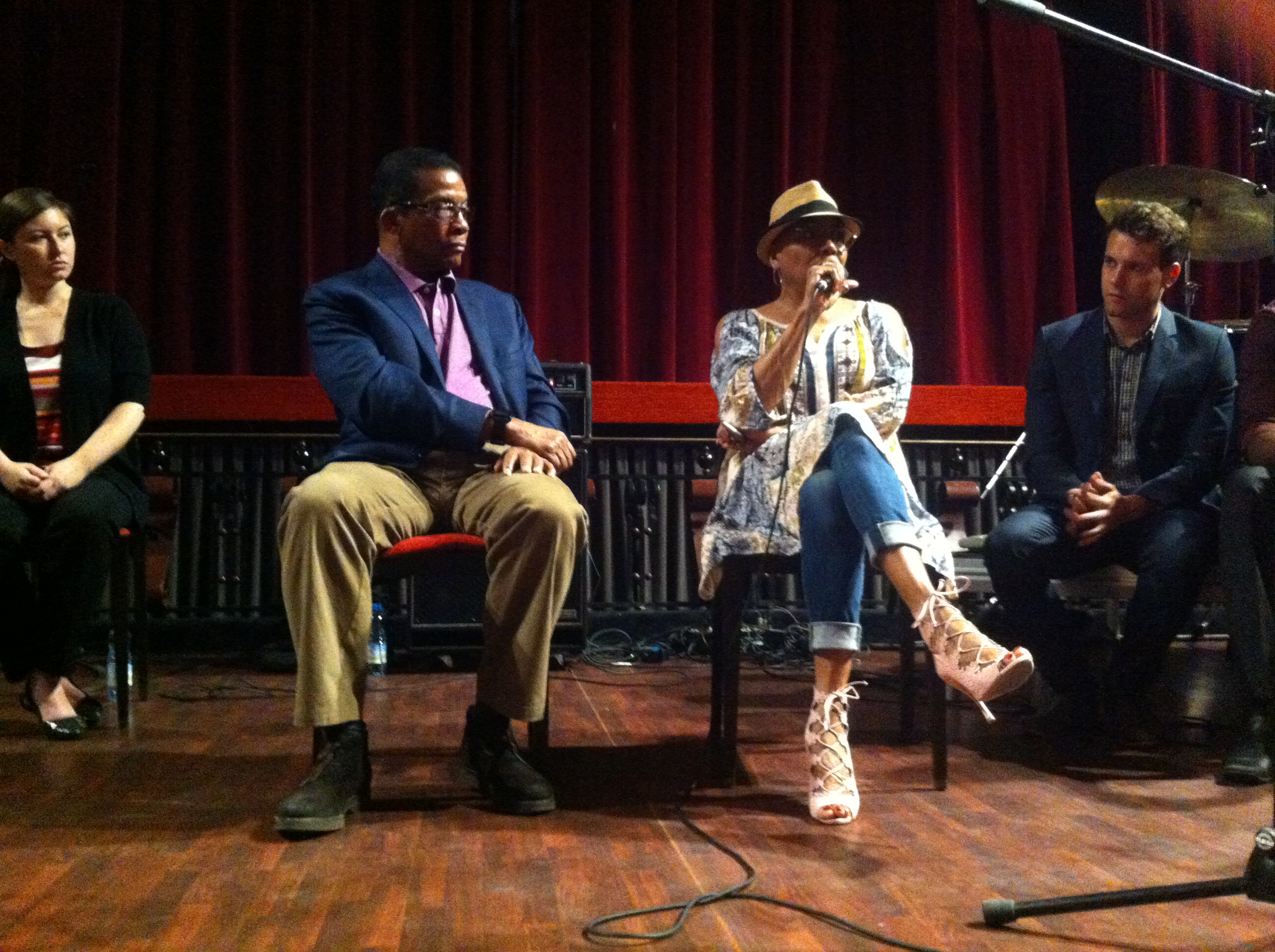
モロッコのラバトで行われた音楽講義に出演するハービー・ハンコックとディー・ディー・ブリッジウォーター

ステージで立ちつくして歌うスタイルの歌手が多い中、「歌って踊る」彼女のパフォーマンスはアメリカでなかなか受け入れられず、一時期はミュージカルに活動の主軸を移した。1984年のミュージカル『Sophisticated Ladies』で賛辞を受け、1986年にフランスへ移住した。同年、ミュージカル『Lady Day』にビリー・ホリデイ役で主演し、ローレンス・オリヴィエ賞にノミネートされ、レイ・チャールズが1曲参加したアルバム『Precious Thing』をレコーディングした。1980年代後期および1990年代初頭、ミュージカル界からジャズ界に戻った。1990年、イタリアのサンレモ音楽祭とスイスのモントルー・ジャズ・フェスティバルで演奏し、4年後、長年尊敬し続けていたホレス・シルヴァーと遂にコラボレーションを果たし、アルバム『ラヴ&ピース〜トリビュート・トゥ・ホレス・シルヴァー』をリリースした。また1996年にはサンフランシスコ・ジャズ・フェスティバルに出演している。1997年、トリビュート・アルバム『ディア・エラ』が1998年グラミー賞ジャズ・ボーカル・アルバム賞を受賞し、続く1998年のアルバム『ディア・エラ・ライヴ』もグラミー賞にノミネートされた。1998年、再度モントルー・ジャズ・フェスティバルに出演した。2002年、クルト・ヴァイルの曲で構成されるアルバム『ディス・イズ・ニュー〜クルト・ワイル・ソングブック』、2005年、フランスのクラシック曲で構成されるアルバム『フランスへのオマージュ』をリリースした。
2007年のアルバム『レッド・アース』はアフリカの影響を受けており、西アフリカのマリ共和国の多くのミュージシャンが参加した。2007年、再度サンフランシスコ・ジャズ・フェスティバルに出演した。2007年12月8日、ワシントンD.C.のジョン・F・ケネディ・センターでテレンス・ブランチャード・クインテットと共に演奏した。しばしばツアー公演を行ない、世界中でコンサートを行なっている。2009年10月16日、上海JZジャズ・フェスティバルのオープニングに出演し、エラ・フィッツジェラルドに関連する曲の他、デューク・エリントンなどジャズのスタンダードを演奏した。
ヴァーヴ・レコードから多数のアルバムを発表し、1990年代以降においてダイアン・リーヴス、カサンドラ・ウィルソン、ダイアナ・クラールらと共に最も成功したジャズ歌手の一人と考えられている。

## 家族
最初の夫であるトランペット奏者セシル・ブリッジウォーターとの間に長女、二度目の夫との間に二女、現在の夫との間に長男がいる。二女のチャイナ・モーゼス（China Moses、1978年生まれ）もフランスや米国を中心に活躍するジャズ歌手である。

## 受賞歴
- トニー賞 - 1975年 『ザ・ウィズ』 最優秀助演女優賞（グリンダ役）
- グラミー賞
  - 1976年 ベスト・ミュージカル・アルバム賞（『ウィズ』、キャストの1人として）
  - 1998年 ベスト・ジャズ・ボーカル・アルバム賞（"Dear Ella"）
  - 1998年 ベスト・ジャズ・ボーカル伴奏編曲賞（"Cotton Tail"、編曲者のスライド・ハンプトンが対象）
  - 2011年 ベスト・ジャズ・ボーカル・アルバム賞（"To Billie with Love"）

## ディスコグラフィ

### アルバム
- 『アフロ・ブルー』 - Afro Blue (1974年、Trio)
- 『私の肖像』 - Dee Dee Bridgewater (1976年、Atlantic)
- 『ジャスト・ファミリー』 - Just Family (1978年、Elektra)
- 『涙より美しく』 - Bad for Me (1979年、Elektra)
- 『私のお気に入り』 - Dee Dee Bridgewater (1980年、Elektra)
- 『ライヴ・イン・パリ』 - Live in Paris (1986年、EmArcy)
- Precious Thing (1989年、Gala)
- Victim of Love (1990年、Polydor)
- 『イン・モントゥルー』 - In Montreux (1992年、Polydor)
- 『キーピング・トラディッション』 - Keeping Tradition (1993年、Verve)
- 『ラヴ&ピース〜トリビュート・トゥ・ホレス・シルヴァー』 - Love and Peace: A Tribute to Horace Silver (1995年、Verve)
- 『プレリュード・トゥ・ア・キス〜シングズ・デューク・エリントン』 - Prelude to a Kiss: The Duke Ellington Album (1996年、Philips)
- 『ディア・エラ』 - Dear Ella (1997年、Verve)
- 『ディア・エラ・ライヴ』 - Live at Yoshi's (2000年、Verve)
- 『ディス・イズ・ニュー〜クルト・ワイル・ソングブック』 - This is New (2002年、Verve)
- 『フランスへのオマージュ』 - J'ai Deux Amours (2005年、DDB)
- 『レッド・アース』 - Red Earth (2007年、DDB)
- 『トゥ・ビリー・ウィズ・ラヴ・フロム・ディーディー〜トリビュート・トゥ・ビリー・ホリデイ』 - Eleanora Fagan (1915-1959): To Billie with Love from Dee Dee Bridgewater (2010年、EmArcy)
- Midnight Sun (2011年、EmArcy) ※コンピレーション
- Dee Dee's Feathers (2015年、OKeh/Sony Masterworks)
- 『メンフィス』 - Memphis... Yes, I'm Ready (2017年、OKeh/Sony Masterworks)